# فرانكو كونيكو
فرانكو كونيكو (بالإيطالية: Gianfranco Cunico)‏ مواليد 11 أكتوبر 1957 في فيتشنزا، هو سائق راليات إيطالي بدأ مسيرته في سنة 1981. كان أول رالي له هو رالي سانريمو 1981. شارك في بطولة العالم للراليات. نافس في رالي التحدي عبر القارات. فاز بـ سباق رالي واحد. صعد على المنصة مرتان خلال مسيرته.

## روابط خارجية
- فرانكو كونيكو على موقع eWRC-results.com (الإنجليزية)